# Torpilles sous l'Atlantique
Pour plus de détails, voir Fiche technique et Distribution.
Torpilles sous l'Atlantique (titre original : The Enemy Below) est un film américain réalisé par Dick Powell, sorti en 1957.

## Synopsis
Durant l'été 1943, Murrell (Robert Mitchum), capitaine d'un navire de transport civil, torpillé par un sous-marin allemand, perd son épouse dans le naufrage. Recueilli après avoir passé vingt-cinq jours sur un radeau, il reçoit le commandement d'un destroyer d'escorte de la classe Buckley, l'USS Haynes,, car, dit-il, il préfère « être du bon côté du canon. » Son passé de « civil » inspire d'abord de la méfiance à ses hommes, dont beaucoup sont inexpérimentés ; l’occasion se présente bientôt de prouver ses capacités.
Patrouillant dans l'Atlantique sud après être parti du port de Trinidad dans les Caraïbes, il détecte la présence d’un sous-marin allemand. Celui-ci, commandé par Von Stolberg (Curd Jürgens), lequel a perdu ses deux fils dans la guerre, repère également son ennemi grâce à des interceptions radio. Il louvoie ;  Murrell se maintient à la même distance et au même cap afin que le signal émis par son navire passe pour un faux écho. 
Les renseignements de l'US Navy indiquent à Murrell que le submersible allemand rejoint un puissant navire et doit être intercepté. 
Un duel s'engage alors, le destroyer traquant le submersible au sonar, lui lançant des grenades ; le sous-marin riposte en tirant ses torpilles. Les deux commandants ennemis rivalisent d'audace pour déjouer les actions de l'autre. Derrière leurs fortes expériences respectives, leurs conversations avec leurs proches les révèlent lassés de la guerre et de ses drames. Les deux navires se détruisent mutuellement, les équipages échappant en quasi-totalité à la mort. Le Commandant Murrell sauve personnellement son homologue allemand, en lui lançant un cordage. Les marins des deux bateaux sont finalement recueillis par un autre navire américain.
Les funérailles du second du sous-marin allemand ont lieu. Von Stolberg déclare regretter de ne pas être également mort et fait comprendre qu'il est reconnaissant envers Murrell, qui lui offre une cigarette.

## Fiche technique
- Titre : Torpilles sous l'Atlantique
- Titre original : The Enemy Below
- Réalisation : Dick Powell]
- Assistant réalisateur : Arthur Lueker
- Scénario : Wendell Mayes, d'après le roman de Denys Rayner (en), Enemy Below, 1956
- Photographie : Harold Rosson
- Montage : Stuart Gilmore
- Musique : Leigh Harline
- Direction artistique : Albert Hogsett, Lyle R. Wheeler
- Décors : Fay Babcock, Walter M. Scott
- Costumes : Charles Le Maire
- Son : Henry M. Leonard et Arthur L. Kirbach
- Producteur : Dick Powell
- Société de production : 20th Century Fox
- Société de distribution : 20th Century Fox
- Pays de production :  États-Unis
- Langue : Anglais américain, Allemand
- Format : Couleur — 35 mm —   CinemaScope  — Son : Stéréo 4 pistes (Westrex Recording System)
- Genre : Film de guerre
- Durée : 98 minutes
- Date de sortie en salles :
  - États-Unis : 25 décembre 1957 (New York)
  - Allemagne de l'Ouest : 17 janvier 1958
  - France : 5 février 1958
- Affiches : Boris Grinsson (France), Enzo Nistri (Italie)

## Distribution
- Robert Mitchum (VF : Roger Tréville) : le capitaine Murrell
- Curd Jürgens (VF : Lui-même) : le capitaine Von Stolberg
- David Hedison (VF : Jean-Claude Michel) : le lieutenant Ware
- Theodore Bikel : « Heinie » Schwaffer
- Russell Collins (VF : Georges Hubert) : le médecin
- Frank Albertson (VF : Pierre Leproux) : le lieutenant Crain
- David Blair (VF : Michel François) : Ellis
- Jimmy Bates (VF : Fernand Rauzena) : le quartier-maître Quiroga
- Jeff Daly (VF : Claude Bertrand) : Corky
- Frank Obershall : Braun
- Arthur La Ral : Kunz
- David Post (VF : Michel Roux) : Lewis, l'opérateur sonar
- Biff Elliot : le quartier-maître
- Kurt Kreuger : Von Holem
- Peter Dane (VF : Guy Loriquet) : Andrew, le chef détecteur radar
- Alan Dexter (de) (VF : Lucien Bryonne) : le lieutenant Mackeson
- Joe Di Reda (VF : Jean Clarieux) : Robbins
- Doug McClure (VF : Serge Lhorca) : l'enseigne Merry

## Musique
La chanson So leben wir (c'est comme ça que nous vivons) reprend l'air d'un chant militaire prussien du début du XIXe siècle : La marche de Dessau : Dessauer Marsch (de).

## Distinctions
- Le film a obtenu un Oscar des meilleurs effets spéciaux en 1958.

## Analyse